# Proprioseiopsis synachattiensis
Proprioseiopsis synachattiensis är en spindeldjursart som först beskrevs av Gupta 1985.  Proprioseiopsis synachattiensis ingår i släktet Proprioseiopsis och familjen Phytoseiidae. Inga underarter finns listade i Catalogue of Life.